# 荒尾市立荒尾第一中学校
荒尾市立荒尾第一中学校（あらおしりつ あらおだいいちちゅうがっこう）は、かつて熊本県荒尾市月田区にあった公立中学校。

## 沿革
- 1947年（昭和22年）4月22日　- 荒尾第一小学校に併設する形で開校。
- 2008年（平成20年）4月1日 - 荒尾第五中学校を統合
- 2010年（平成22年）3月31日 - 荒尾第二中学校と統合する形で閉校。在校生は荒尾海陽中学校へ移行。